# 大坑溪 (臺中市)
大坑溪位於台灣中部，屬於烏溪水系，為大里溪主流上游河段，河長15.8公里，流域面積32.5平方公里，分佈於臺中市北屯區東半部的大部分，及臺中市太平區西北端一小部分，河床平均坡降1/80。本溪主流上游位於臺中市境，發源於大橫屏山山脈海拔標高776公尺之二嵙山西側，先向北流至內湖底，轉向西流經田螺湖、畚箕湖後，再轉向西南流經清水口、大坑，隨後進入太平區宜佳里與廍子溪會合，改稱大里溪。